# 釋廣欽
釋廣欽（1892年—1986年），俗名「黃文來」，法名「照敬」，字「廣欽」，以字行，福建泉州惠安縣人，台灣著名的佛教出家眾，其信徒經常尊稱為「廣欽法師」、「廣欽禪師」、「廣欽老和尚」、「廣公上人」、「欽公上人」、「果子師」（水果師）。

## 生平
清光緒十八年壬辰（1892年）出生於福建惠安，自小入中國福建泉州承天寺出家，由承天寺方丈轉塵法師命其皈依瑞芳法師。

### 過渡南洋
一直於佛寺以未正式出家剃度身分從事勞務工作的廣欽，在他人引介下，越幾年即前往泰國及柬埔寨等兩地的華人地區就業。當時工作地點並非佛教廟宇，從事工作也是與佛教事務無關的商店打雜。1926年間，廣欽與人結隊上山伐木，多名伐木同事乘輕便車因翻落山谷身亡。幸未乘坐的廣欽於逃過橫難後，重新頓悟佛理。並於事故發生不久後，回轉中國福建泉州，再度投入佛門修行（時年34歲）。

### 中年受戒

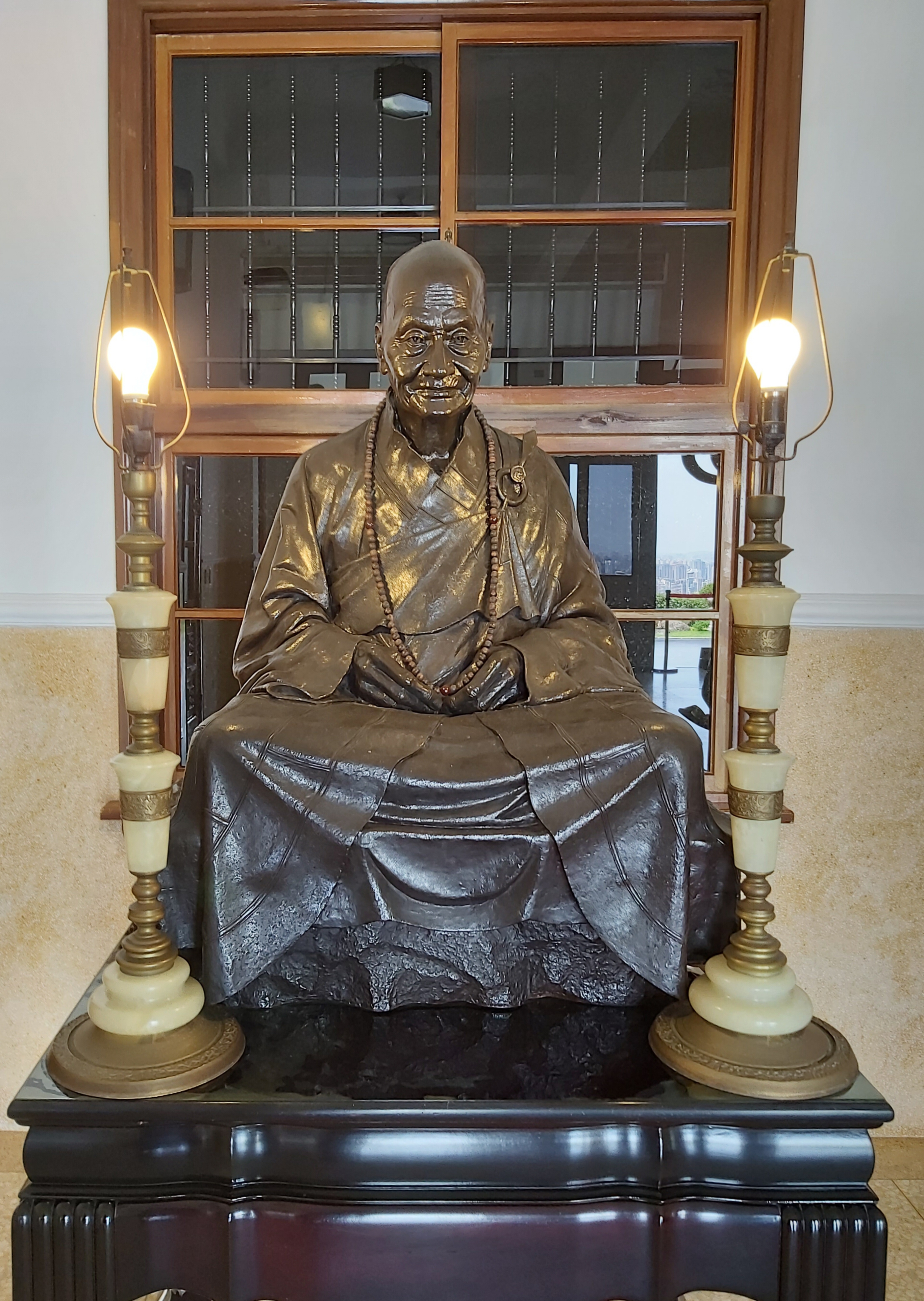
承天禪寺三聖殿釋廣欽坐像

1927年，35歲的廣欽，於中國福建泉州承天寺，正式於瑞芳法師座下出家披剃，法名「照敬」，字「廣欽」。於1933年，往謁莆田縣囊山慈壽禪寺妙義老和尚求戒，時年41歲。受戒返回承天寺後，決志進一步潛修。遂請得方丈轉塵法師應允，攜帶簡單衣物及十餘斤米，前往福建泉州北郊清源山，覓得半山岩壁石洞為安身處所修行。
在受戒時程上，各傳記敘述不一，也有文獻指出，廣欽回泉州後仍從事勞役工作，直至42歲左右才受戒剃度。不過，確定的是，他剃度之後除了掛單苦行於福建各佛教廟宇外，也隱居福建泉州清源山山洞，以坐禪修定的生活方式長達七年。在此期間，他仍未於此時程借助佛經而識字，以誦念「南無阿彌陀佛」六字洪名的念佛法門為其修行根據。因此在成名之後，他也未曾講過一部經。另外，他受戒地方（承天寺）及後來多處掛單所在，都是用「參究方法徹見本有佛性為宗旨」禪寺，因此被人在此階段歸類為禪宗法師。

### 成就
廣欽最大的成就在於1948年（時年56歲）後的台灣佛教宣揚工作，其雖不識字、不同於同時期在臺宣教的中國佛教僧侶，但他憑著苦修掛單的身教宣揚，成為台灣最知名的佛教僧侶之一，也於台灣創立多間佛寺。

### 逸聞
關於廣欽的佛教神通與傳說相當多，例如傳說他1947年－1964年於台多次入定，並於修行期間僅以山林野生水果果腹，未嘗食其他種類食物。因此臺灣民間以台灣話尊稱其為「果子師」。而「伏虎師」一名之由來，乃因曾在山洞中坐禪念佛，終因米糧食盡，改以野果充飢，山中時有猴虎出沒，然時日一久，倒也相安，於是有虎皈依、猴獻果之奇事。
早年在大陸，曾因入定約四個月之久，被上山砍柴的樵夫誤以為他已往生。樵夫到廣老的寺廟裡通報，住持和尚就帶了弟子，並請人準備柴火，準備將他火化。但這種事魯莽不得，住持師為慎重計，寫信請當代高僧弘一大師來鑑定生死。當時弘一大師在福建永春弘法，知道消息以後，馬上表示不可以輕舉妄動。弘一大師到了以後，在廣老的附近觀察一番，讚嘆道：「此種定境，古來大德亦屬少有。」然後在廣老的面前輕輕地彈指三下，過了不久，廣老就出定而與大眾見面。弘一大師見廣老出定就馬上告罪，並引眾下山，解除了一場災劫，使廣老得以不在當時付之一炬。
1968年，相傳蔣經國甫受任為行政院院長期間曾多次上山拜見老和尚。有一回，蔣經國前往美國訪問前夕接獲消息稱有人將在美國對其不利。蔣遂於臨行前驅車前往承天禪寺拜會老和尚，老和尚提示此行有驚無險，不必擔心。果然蔣經國在美國期間突遇槍襲，所幸無礙。據說其後蔣經國問廣欽道：「應該將反攻復國基金用在何處？」老和尚只答四個字，「建設台灣」。簡單四字字字鏗鏘，被信眾認為種下十大建設的因緣。 
在廣欽老和尚的問答錄裡，有這麼一段有耐人趣味的談話。有一個弟子問廣欽老和尚說：師父，聽說您有神通，沒有的話，為什麼您會先知道好多東西？到底您是否有神通？廣欽老和尚答：我有呷就有通（我有吃就有通，指大小便通）
民國七十五年（1986年）2月13日，廣欽以95歲高齡圓寂於一手創辦的高雄妙通寺，圓寂以前，行不用拄杖，不用人攙扶，身體輕健，動作敏捷。

## 臺灣宣教

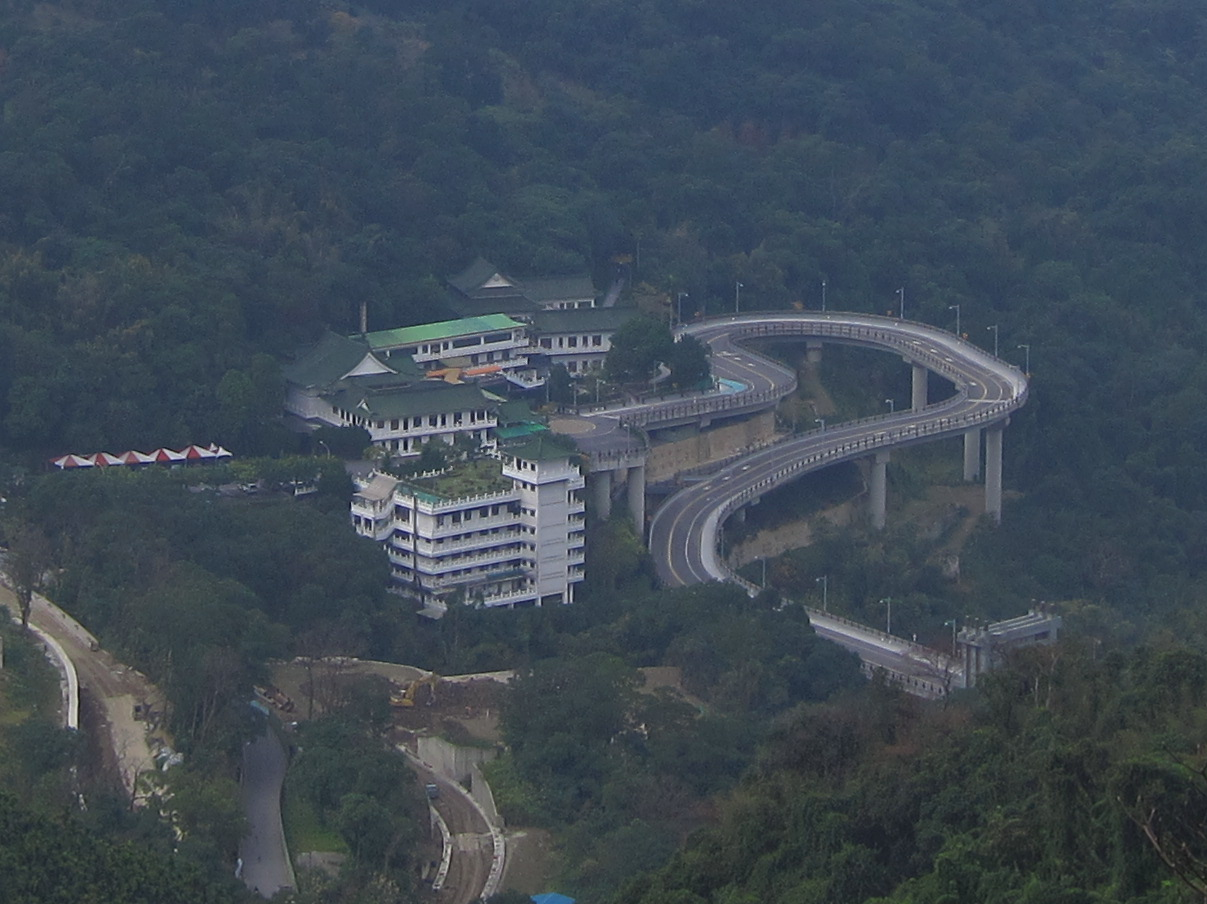
廣欽在臺灣新北市土城區創建的承天禪寺

臺灣戰後時期，持續佛教修行的廣欽法師因為見到臺灣佛教受台灣日治時期期間神道教、日本佛教的介入而「僧俗不分」、不如往昔，所以發願渡海改善此一情況。1948年，他依諾成行傳燈於臺灣，並先後於該地多處創立佛寺，如：臺北縣新店獅頭山山腳的廣明寺與土城天上山山腰的承天禪寺、萬里的金海禪寺等。而很多人認為，來臺宣教的中國大陸僧侶中，雖學歷、博聞高於他的人甚多，不過因為廣欽的閩南語母語與大部分臺灣民眾相通，因此他能在宣教上較無隔閡的情況下，達到比其他大陸僧侶（如：白聖、道安、靈源、道源、東初、懺雲、印順）更高的佛教宣揚成就。

### 不倒單
廣欽最廣為人知的宣揚佛教方式，除了身居僻野不倒單（不平躺睡覺，頭陀行）的苦行方法之外，最多的所謂開示方式，即常勸告在家眾要實行素食主義。他最常告誡來訪「請示」者的佛教法語即為：「念佛！不要吃肉！」
一、不必苦讀經文；二、專唸「南無阿彌陀佛」；三、素食：這簡單的漢傳佛教法門，至今仍深深影響臺灣絕大部分的佛教信眾。至今仍有許多人認為，廣欽之最大成就，在於藉此讓臺灣佛教界重新認同漢傳佛教文化。其中影響較深的不僅禪宗也包含淨土宗等。

### 淨土就是禪
弘法最好就是要由有德行的、為人敬重的長老們來開導、提倡。對於本修禪宗法門的廣欽而言，他不談理論、僅要求信眾吃素念佛的務實教授，與本身苦行的做法，除了帶來佛教的清高近民形象之外，也符合淨土宗的宣教法門。事實上，廣欽也多次揭櫫過「淨土就是禪」的說法。
至今，臺灣宗教研究人士仍認為廣欽對淨土宗的貢獻頗大，尤其在早期的臺灣北部，廣欽法師與李炳南在家居士及煮雲法師，並稱臺灣三大淨土代表人物。

### 臺灣佛寺

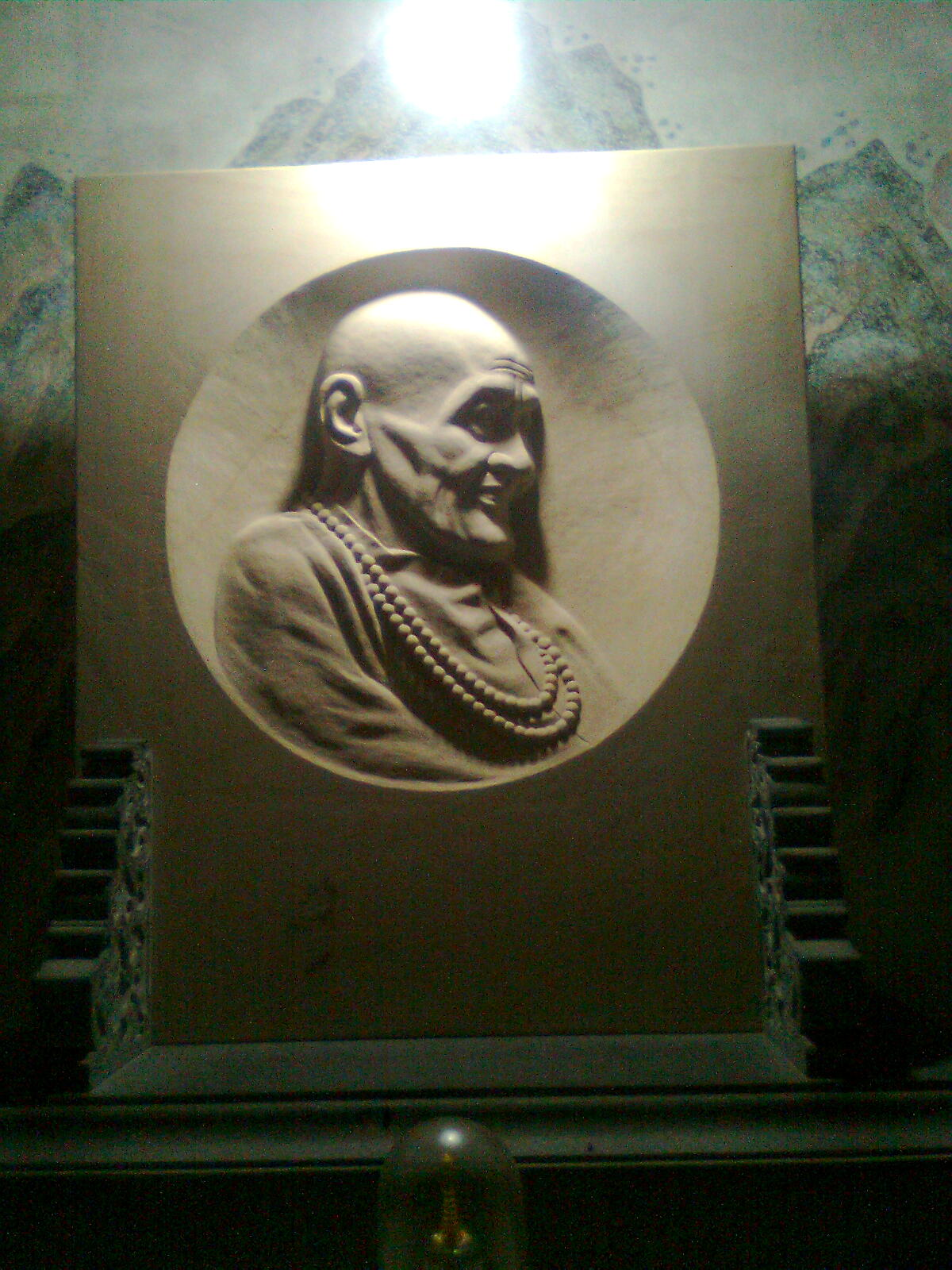
廣欽和尚於廣明寺的塑像

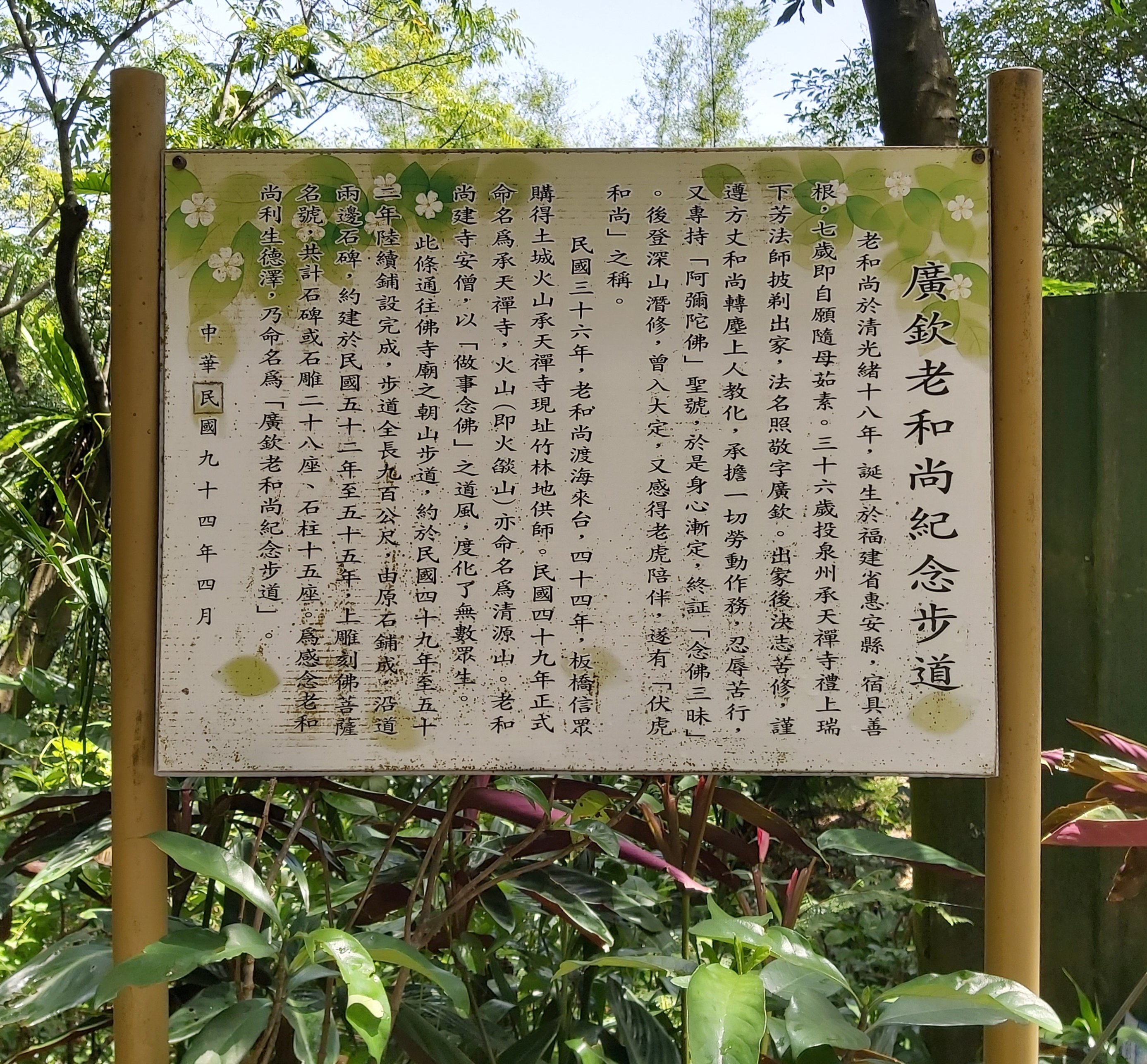
紀念步道

廣欽並不提倡由佛教徒募款以「造高佛像、萬佛像」的宣揚佛教方式，他認為「只管念佛、苦行、粗衣淡飯，自然有人供養，比他們裝佛像的苦行方式還好。」也最能達到宣教結果。廣欽創建較知名的廣明寺（新店）或承天禪寺（土城）雖然都是富者為了供養廣欽而出錢購地建成的，之後，也利用此方式建成了碧潭寺、廣照寺等；然而，這是因為因緣俱足，所以自然有人自願出來護持、利益眾生。桃李不言，下自成蹊。廣欽法師依靠僧人德行，不刻意醵資募款。傳燈臺灣各界，再蒙各界護持，才成就了這樣的良性循環。
此外，廣欽也於臺灣其他地方擔任掛名主持、宣教，如大臺北的廣明寺、法華寺及臺灣中南部地區的南投仙峰寺、嘉義廣照寺及高雄妙通寺等等。1985年，94歲的他首度傳戒於高雄妙通寺，受戒佛教僧侶2200人、出家眾500人，受戒人數在當時皆為破紀錄。

### 一般參考文獻
1. 闞正宗，《台灣高僧》，1996年，台北，菩提長青出版社
2. 郭惠珍，《傾聽恆河的歌唱》
3. 惠空，《臺灣淨土思想發展的契機》
4. 福建畫報，《闽台佛缘，无法割舍的法脉》

### 外部參考文獻
1. 廣欽和尚生平簡介 （页面存档备份，存于）。
2. 閩南文化在台灣的傳播及其影響 （页面存档备份，存于）
3. 新店市志，廣明寺 （页面存档备份，存于）
4. 廣欽老和尚 - 日常 （页面存档备份，存于）

## 外部連結
- 廣欽老和尚事略- 廣欽和尚- 承天禪寺 （页面存档备份，存于）